# Cameron Deane Stewart
Cameron Deane Stewart (n. 9 de agosto de 1991; Dallas, Texas) es un actor estadounidense de cine y televisión. Es más conocido por su participación en Geography Club, Pitch Perfect, y Dirty Teacher, y por su papel como Steven en la serie de televisión adolescente iCarly.

## Carrera
Uno de los primeros papeles reconocidos de Deane Stewart fue el personaje de Steven en el episodio especial iParty with Victorious de la serie televisiva iCarly en 2011. Recientemente, ha ganado más atención por su rol principal como Russell en la película Geography Club y también como Tom en Pitch Perfect. Actualmente, tiene un papel regular como Jace en la serie de televisión de Disney Austin & Ally, y también tiene papeles en otras series de televisión.

## Filmografía
| Año  | Título                        | Papel            | Notas           |
| ---- | ----------------------------- | ---------------- | --------------- |
| 2011 | That's What I Am              | Carl Freel       |                 |
| 2012 | Bad Kids Go to Hell           | Matt Clark       |                 |
| 2012 | Pitch Perfect                 | Tom              |                 |
| 2012 | So Undercover                 | Cameron Harrison |                 |
| 2013 | Geography Club                | Russell          | Papel principal |
| 2014 | By God's Grace                | Chris Taylor     |                 |
| 2014 | Knucklebones                  | Adam             |                 |
| 2016 | Bad Kids of Crestview Academy | Matt Clark       | Posproducción   |

| Año  | Título                         | Papel                   | Notas                              |
| ---- | ------------------------------ | ----------------------- | ---------------------------------- |
| 2010 | A Walk in My Shoes             | Justin Kremer           | Película para televisión           |
| 2011 | iCarly                         | Steven                  | Episodio: "iParty with Victorious" |
| 2011 | Victorious                     | Steven                  | Episodio: "iParty with Victorious" |
| 2011 | Justice for Natalee Holloway   | Matt Holloway           | Película para televisión           |
| 2012 | A Smile as Big as the Moon     | Josh                    | Película para televisión           |
| 2012 | American Horror House          | Derek                   | Película para televisión           |
| 2013 | CSI: Crime Scene Investigation | Dylan Trigg             | Episodio: "Sheltered"              |
| 2013 | Dirty Teacher                  | Danny Campbell          | Película para televisión           |
| 2013 | The Confession                 | Daniel Fisher           | Película para televisión           |
| 2014 | Austin & Ally                  | Jace                    | 4 episodios                        |
| 2014 | The Walking Dead               | Chris                   | Episodio: "Inmates"                |
| 2014 | Star-Crossed                   | Brock                   | 2 episodios                        |
| 2014 | Occult                         | Josh                    | Película para televisión           |
| 2014 | Castle                         | Dean Bedford            | Episodio: "The Way of the Ninja"   |
| 2015 | Rizzoli & Isles                | McGruff / Michael Lyons | Episodio: "Bite Out of Crime"      |